# 莫爾 (匈牙利)

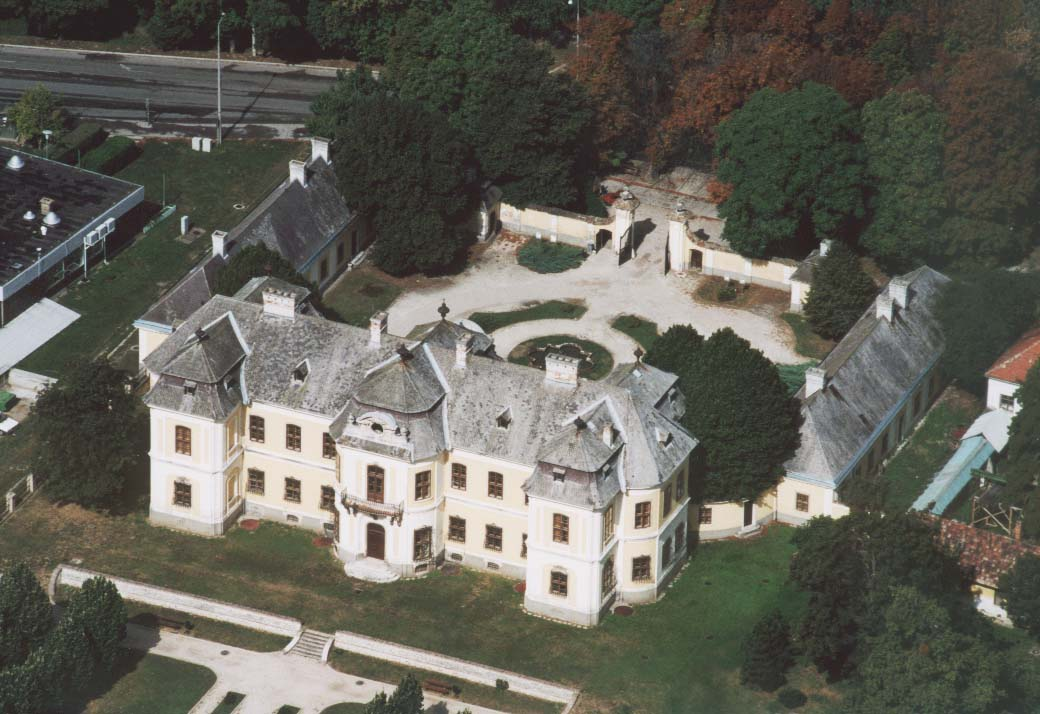

莫爾是匈牙利的城鎮，位於該國北部，距離首府塞克什白堡約26公里，由費耶爾州負責管轄，面積108.72平方公里，2011年人口14,247，其中約六成居民信奉天主教。